# 정 (전객)
정(靚, ? ~ ?)은 전한 초기의 관료이다. '정'은 이름자로, 성씨는 알 수 없다.

## 행적
문제 7년(기원전 173), 전객에 임명되었다.

## 출전
- 반고, 《한서》권19하 백관공경표(百官公卿表) 下

| 전임 풍경 | 전한의 전객 기원전 173년 ~ ? | 후임 (대행령) 광 |